# 优越路街道
优越路街道，是中华人民共和国河南省平顶山市卫东区下辖的一个乡镇级行政单位。

## 行政区划
优越路街道下辖以下地区：
优越社区、园丁社区、繁荣社区、地质社区和华西社区。